# Sergei Eremenko
Sergei Eremenko (tiếng Nga: Сергей Алексеевич Ерёменко; sinh ngày 6 tháng 1 năm 1999) là một cầu thủ bóng đá người Phần Lan gốc Nga thi đấu cho F.K. Spartak Moskva theo dạng cho mượn từ FK Spartaks Jūrmala.

## Sự nghiệp câu lạc bộ
Anh ra mắt chuyên nghiệp tại Veikkausliiga cho FF Jaro vào ngày 6 tháng 7 năm 2014 trong trận đấu với Vaasan Palloseura.
Ngày 5 tháng 2 năm 2018, anh chuyển đếnFK Spartaks Jūrmala, rồi cho anh đến F.K. Spartak Moskva theo dạng cho mượn đến hết of 2018.

## Quốc tế
Vào ngày 16 tháng 3 năm 2018, Hiệp hội bóng đá Phần Lan thông báo rằng Eremenko đã nói họ rằng anh sẽ không đại diện cho Phần Lan và thay vào đó là hi vọng đại diện cho Nga.

## Cá nhân
Các anh trai của anh Roman Eremenko và Alexei Eremenko đều thi đấu quốc tế cho Phần Lan, bố anh, Alexei Eremenko Sr. cũng là một cầu thủ bóng đá.